# Paúl Ambrosi
Vicente Paúl Ambrosi Zambrano (Guaranda, 14 ottobre 1980) è un ex calciatore ecuadoriano, di ruolo difensore.

## Palmarès

### Club

#### Competizioni nazionali
- Campionato ecuadoriano: 4

LDU Quito: 2003, 2015 (A), 2007, 2010

#### Competizioni internazionali
- Coppa Libertadores: 1

LDU Quito: 2008
- Recopa Sudamericana: 1

LDU Quito: 2009, 2010